# Goodies: The Videos & More

## DVD
- The Videos

1. "Goodies" featuring Petey Pablo
2. "1, 2 Step" featuring Missy Elliott
3. "Oh" featuring Ludacris

- Extended Features

1. Behind the Scenes Footage Including Soul Train Awards 2005
2. The Making of "1, 2 Step" (BET's Access Granted)
3. The Making of "Oh" (MTV2's Making the Video)
4. Exclusive Dance Rehearsal Footage
5. Commentary by Ciara on Her Videos **
6. Ciara teaching "1, 2 Step"
7. Alternate Footage from "Oh" with Lyrics **
8. Multi-Angle Footage of "Goodies" **

- U.S. Bonus CD Features

1. "1, 2 Step" [Don Candiani Reggaeton Mix] featuring Missy Elliott
2. "Oh" [DJ Volume "South Beach" Remix] featuring Ludacris
3. "Crazy"
4. "Represent Me"